# Västertjärnen (Nora socken, Ångermanland)
Västertjärnen är en sjö i Kramfors kommun i Ångermanland och ingår i Nätraån-Ångermanälvens kustområde. Sjön har en area på 0,0336 kvadratkilometer och ligger 34,6 meter över havet.

## Delavrinningsområde
Västertjärnen ingår i det delavrinningsområde (696817-161464) som SMHI kallar för Rinner mot Storfjärden. Medelhöjden är 56 meter över havet och ytan är 9,5 kvadratkilometer. Det finns inga avrinningsområden uppströms utan avrinningsområdet är högsta punkten. Avrinningsområdets utflöde mynnar i havet, utan att ha någon enskild mynningsplats. Avrinningsområdet består mestadels av skog (84 procent). Avrinningsområdet har 0,03 kvadratkilometer vattenytor vilket ger det en sjöprocent på 0,3 procent.